# Eleição municipal de Rio Claro em 2004
A eleição municipal da cidade de Rio Claro em 2004 ocorreu no dia 8 de outubro (turno único), com o objetivo de eleger um prefeito, um vice-prefeito e 12 vereadores, que serão responsáveis pela administração da cidade no mandato de 2005 a 2009.

## Candidaturas à prefeitura
Nota: a tabela a seguir está organizada por ordem alfabética de candidatos.
| Prefeito(a)     | Prefeito(a) | Prefeito(a) | Vice-prefeito(a) | Vice-prefeito(a) | Vice-prefeito(a) | Coligação                                                       | Número eleitoral |
| Candidato(a)    | Partido     | Partido     | Candidato(a)     | Partido          | Partido          | Coligação                                                       | Número eleitoral |
| --------------- | ----------- | ----------- | ---------------- | ---------------- | ---------------- | --------------------------------------------------------------- | ---------------- |
| Raquel Picelli  |             | PT          | Sérgio Guilherme |                  | PMDB             | Frente Rio Claro PT, PMDB, PDT, PTN, PPS, PRTB, PTC, PV e PCdoB | 13               |
| Nevoeiro Junior |             | PFL         | Candinha         |                  | PFL              | Pra Rio Claro ser Feliz PFL, PP, PTB, PSL, PL, PHS e PSB        | 25               |
| João Oscar      |             | PSDB        | Dra. Walnice     |                  | PSDB             | Rio Claro no Coração PSDB, PSC, PMN e PRP                       | 45               |

## Resultados

### Prefeitura
| Candidato(a)                              | Vice                                      | Turno único 3 de outubro de 2004 | Turno único 3 de outubro de 2004 |
| Candidato(a)                              | Vice                                      | Total                            | Percentagem                      |
| ----------------------------------------- | ----------------------------------------- | -------------------------------- | -------------------------------- |
| Nevoeiro Junior (PFL)                     | Candinha (PFL)                            | 47 219                           | 51,49                            |
| Raquel Picelli (PT)                       | Sérgio Guilherme (PMDB)                   | 33 189                           | 36,19                            |
| João Oscar (PSDB)                         | Dra. Walnice (PSDB)                       | 11 289                           | 12,31                            |
| Total de votos válidos                    | Total de votos válidos                    | 91 697                           | 100                              |
| Votos em branco                           | Votos em branco                           | 3 595                            | 3,46                             |
| Votos nulos                               | Votos nulos                               | 8 506                            | 8,19                             |
| Total de votos (válidos, nulos e brancos) | Total de votos (válidos, nulos e brancos) | 103 798                          | 86,28                            |
| Abstenções                                | Abstenções                                | 16 497                           | 13,71                            |
| Total de eleitores aptos                  | Total de eleitores aptos                  | 120 295                          | 100                              |

### Câmara Municipal
| Coligação proporcional         | Partido            | Partido            | Resultados para o legislativo | Resultados para o legislativo | Resultados para o legislativo | Resultados para o legislativo |
| Coligação proporcional         | Partido            | Partido            | Votos                         | %                             | Assentos                      | %                             |
| ------------------------------ | ------------------ | ------------------ | ----------------------------- | ----------------------------- | ----------------------------- | ----------------------------- |
| PTB e PL                       |                    | PTB                | 5 539                         | 5,86                          | 1                             | 8,33                          |
| PTB e PL                       |                    | PL                 | 8 029                         | 8,49                          | 2                             | 16,66                         |
| PTB e PL                       |                    | Total da coligação | 13 568                        | 14,34                         | –                             | –                             |
| PT, PCdoB e PTC                |                    | PT                 | 11 136                        | 11,77                         | 2                             | 16,66                         |
| PT, PCdoB e PTC                |                    | PCdoB              | 794                           | 0,84                          | 0                             | 0                             |
| PT, PCdoB e PTC                |                    | PTC                | 446                           | 0,47                          | 0                             | 0                             |
| PT, PCdoB e PTC                |                    | Total da coligação | 12 376                        | 13,08                         | –                             | –                             |
| Sem coligação                  |                    | PFL                | 11 498                        | 12,15                         | 2                             | 16,66                         |
| PP e PSL                       |                    | PP                 | 8 757                         | 9,26                          | 1                             | 8,33                          |
| PP e PSL                       |                    | PSL                | 1 922                         | 2,03                          | 1                             | 8,33                          |
| PP e PSL                       |                    | Total da coligação | 10 679                        | 11,29                         | –                             | –                             |
| Rio Claro Na Frente PMDB e PPS |                    | PMDB               | 6 893                         | 7,29                          | 2                             | 16,66                         |
| Rio Claro Na Frente PMDB e PPS |                    | PPS                | 3 258                         | 3,44                          | 0                             | 0                             |
| Rio Claro Na Frente PMDB e PPS |                    | Total da coligação | 10 151                        | 10,73                         | –                             | –                             |
| PSC e PRP                      |                    | PSC                | 6 391                         | 6,76                          | 1                             | 8,33                          |
| PSC e PRP                      |                    | PRP                | 1 726                         | 1,82                          | 0                             | 0                             |
| PSC e PRP                      |                    | Total da coligação | 8 117                         | 8,58                          | –                             | –                             |
| PSDB e PMN                     |                    | PSDB               | 7 007                         | 7,41                          | 0                             | 0                             |
| PSDB e PMN                     |                    | PMN                | 571                           | 0,60                          | 0                             | 0                             |
| PSDB e PMN                     |                    | Total da coligação | 7 578                         | 8,01                          | –                             | –                             |
| Solidariedade e Ação PV e PRTB |                    | PV                 | 5 789                         | 6,12                          | 0                             | 0                             |
| Solidariedade e Ação PV e PRTB |                    | PRTB               | 1 522                         | 1,61                          | 0                             | 0                             |
| Solidariedade e Ação PV e PRTB |                    | Total da coligação | 7 311                         | 7,73                          | –                             | –                             |
| PDT e PTN                      |                    | PDT                | 6 873                         | 7,27                          | 0                             | 0                             |
| PDT e PTN                      |                    | PTN                | 12                            | 0,01                          | 0                             | 0                             |
| PDT e PTN                      |                    | Total da coligação | 6 880                         | 7,27                          | –                             | –                             |
| Sem coligação                  |                    | PSB                | 4 224                         | 4,47                          | 0                             | 0                             |
| Sem coligação                  |                    | PHS                | 2 208                         | 2,33                          | 0                             | 0                             |
|                                | Votos válidos      | Votos válidos      | 94 595                        | 100                           | 12                            | 100                           |
|                                | Votos brancos      | Votos brancos      | 4 501                         | 4,33                          |                               |                               |
|                                | Votos nulos        | Votos nulos        | 4 707                         | 4.53                          |                               |                               |
|                                | Total              | Total              | 103 803                       | 86,29                         |                               |                               |
|                                | Abstenção          | Abstenção          | 16 497                        | 13,71                         |                               |                               |
|                                | Total de eleitores | Total de eleitores | 120 295                       | 100                           |                               |                               |